# Seznam kostelů v Brně

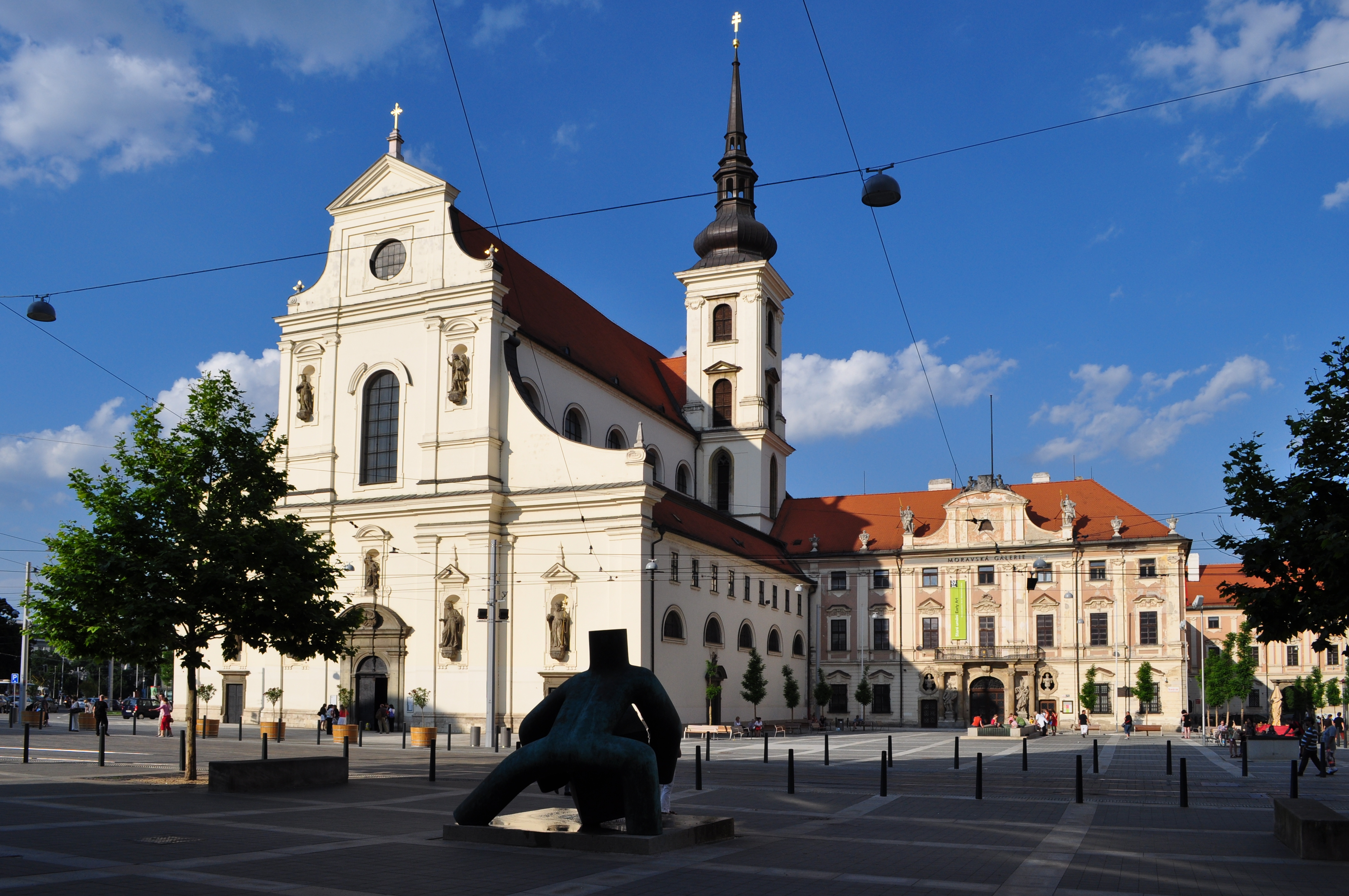
Barokní kostel svatého Tomáše u bývalého augustiniánského kláštera

Seznam kostelů v Brně obsahuje dosud existující i zaniklé kostely na dnešním území Brna. Je rozdělen na dvě nestejně velké části. První část obsahuje kostely (včetně jedné baziliky a jedné katedrály), které stále existují (i když třeba svému původnímu účelu již neslouží), druhá část zahrnuje kostely zaniklé.
Seznam kostelů nezahrnuje menší sakrální stavby jako jsou kaple, naopak obsahuje pravoslavný chrám a protestantské stavby mající charakter a plnící funkci kostela. Výčet římskokatolických kostelů vychází z knihy Brněnské kostely od Jiřího Bílka z roku 2000 s tím, že v seznamu nejsou zahrnuty dvě stavby, o kterých Bílek sice hovoří jako o kostelích, avšak jiné zdroje je považují za kaple. Jedná se o kapli svaté Alžběty ve Štýřicích (za kapli ji považuje Karel Kuča i konvent brněnských alžbětinských sester) a kapli svaté Rodiny v Kohoutovicích (jako o kapli o ni hovoří Karel Kuča i web Kohoutovic). Naopak je do seznamu zahrnuta i kaple Matky Boží na Veveří, která ve středověku byla farním kostelem dnes již zaniklé vesnice u hradu Veveří.
Do seznamu je dále zahrnut kostel Neposkvrněného početí Panny Marie, kostel svaté Markéty, bývalý kostel svaté Kunhuty, kostel blahoslavené Marie Restituty, devět protestantských staveb kostelního charakteru a jeden pravoslavný chrám, celkem tedy 45 existujících staveb kostelního charakteru. Pro sestavení seznamu 19 zaniklých kostelů bylo vycházeno především z rejstříku významných staveb, který se nachází v Kučově knize Brno – vývoj města, předměstí a připojených vesnic.

## Historický vývoj kostelů vBrně

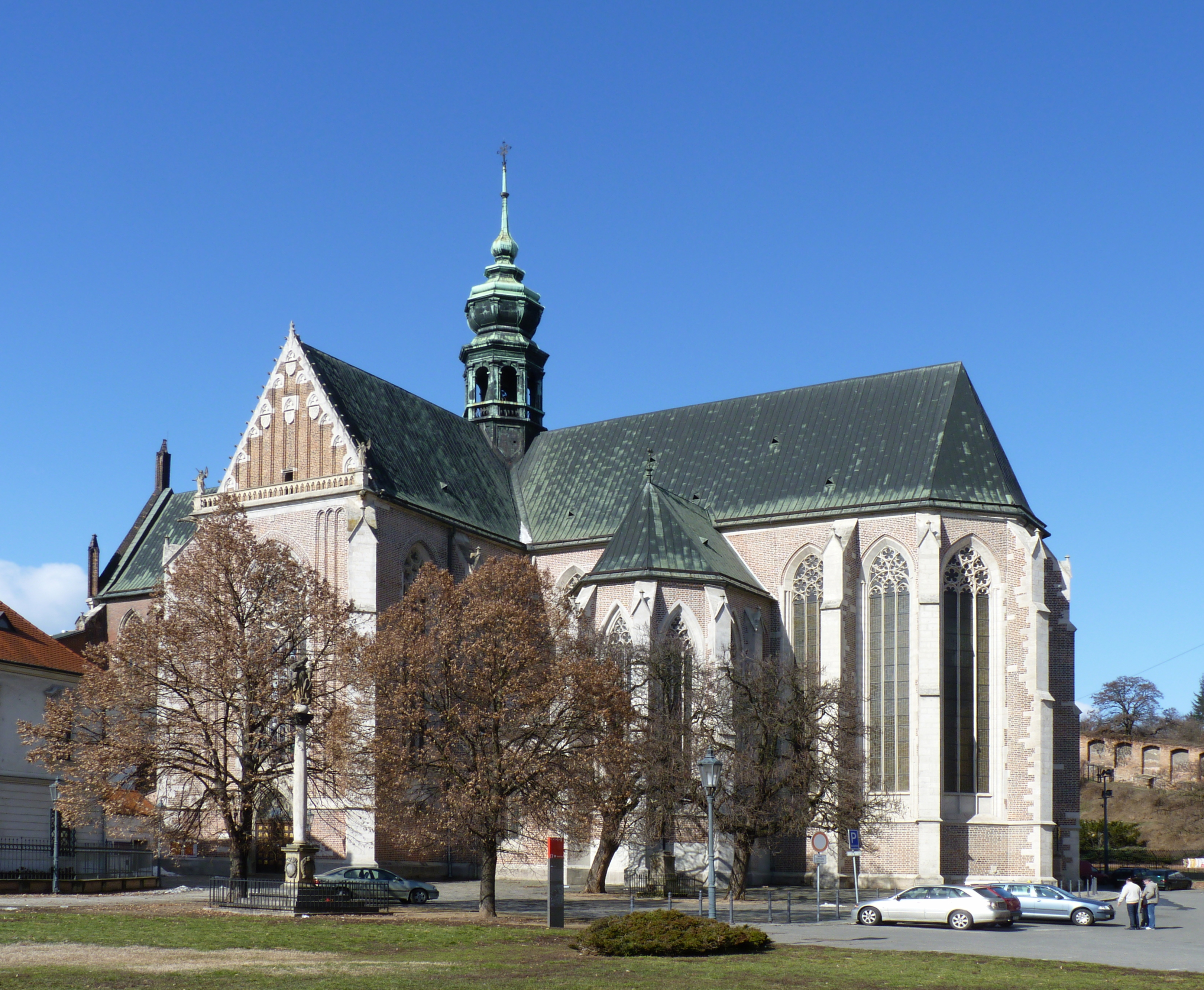
Gotická bazilika Nanebevzetí Panny Marie

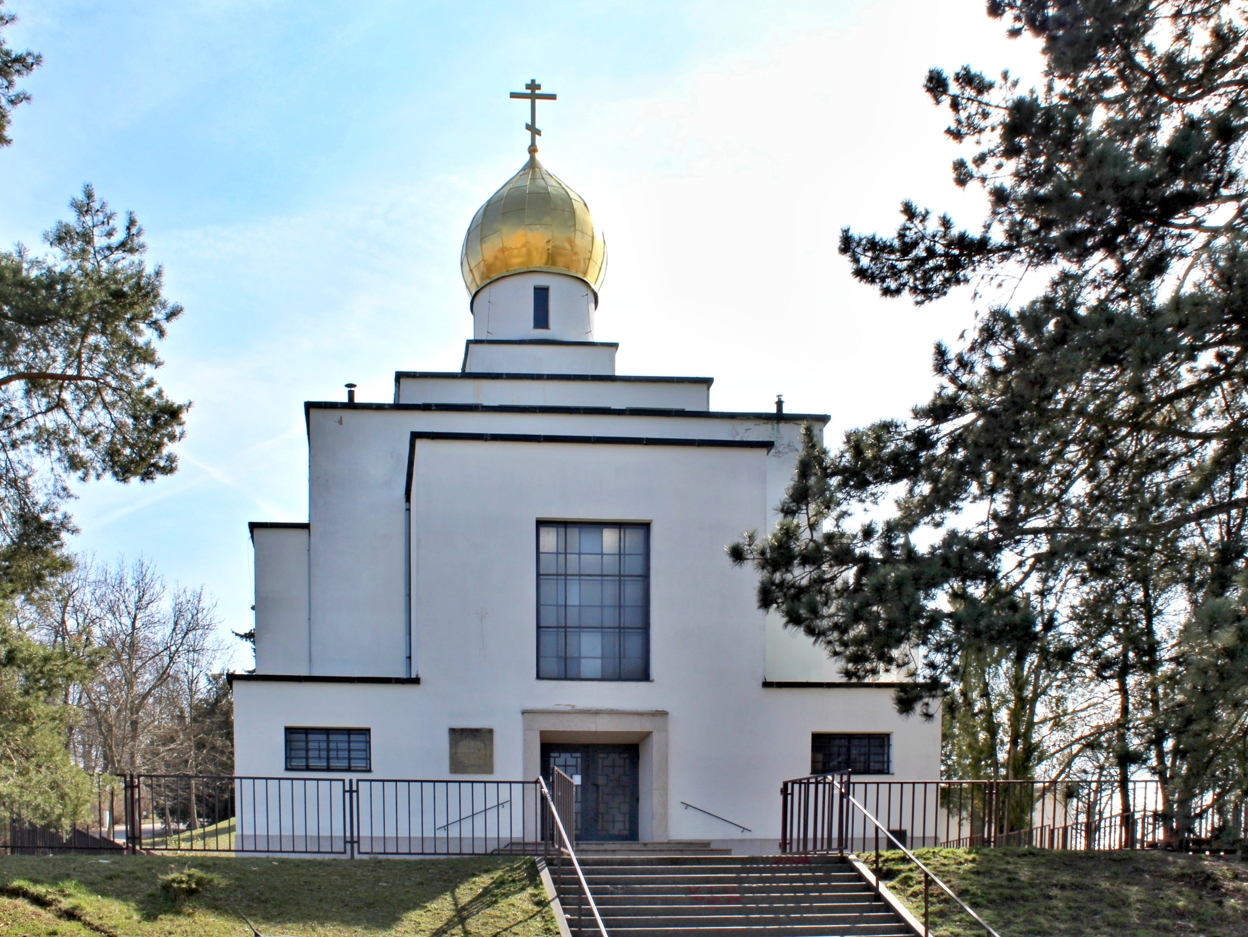
Pravoslavný chrám svatého Václava z let 1930–1931

K nejstarším chrámovým stavbám na území dnešního města Brna lze zařadit několik kostelů existujících, přestavěných i zaniklých. Podle archeologických nálezů lze do 9. století datovat zaniklý kostel, jehož základy byly odkryty na slovanském hradišti Staré Zámky u Líšně. Mezi nejstarší kostely (z 11.–12. století) také patří archeologicky zjištěné zbytky rotundy na Starém Brně, jakožto původní brněnské osady, poblíž dnešní baziliky, archeologicky zjištěné fragmenty rotundy ve Vídeňské ulici (snad na předhradí brněnského hradu), chrám na Petrově, předchůdce dnešní katedrály (archeologické nálezy základů z 12. století), a kostel svatého Jiljí v Komárově, jenž vznikl při benediktinském proboštství nejprve jako kaple roku 1133, která byla na konci 12. století nahrazena románským tribunovým kostelem, jehož loď je zachována dodnes. Z počátku 12. století pochází zábrdovický farní kostel svaté Kunhuty (nyní slouží jiným účelům), vedle nějž vyrostl klášter premonstrátů s klášterním chrámem. Na přelomu 11. a 12. století byl rovněž vystavěn románský kostel (dnes kaple) Matky Boží u hradu Veveří.
Po založení samotného Brna vznikla ve 13. století v dnešním historickém jádru Brna řada románských a románsko-gotických chrámů: minoritský kostel svatých Janů, dominikánský kostel svatého Michala, kostel svatého Mikuláše na náměstí Svobody, kostel svatého Jakuba, kostel Nanebevzetí Panny Marie. Tyto chrámy byly v pozdějších století výrazně přestavovány či nahrazovány novostavbami, takže se do dnešních dnů jejich původní podoba nezachovala. Z této doby rovněž pochází kostely v okolních vesnicích, které byly připojeny k Brnu ve 20. století. První písemné zmínky o těchto chrámech jsou často pozdějšího data, nicméně dle stavebně-historických analýz jsou v jádru románské (kostel svatého Václava v Obřanech, původní kostel Panny Marie v Tuřanech, kostel svatého Jiljí v Líšni, aj.). V průběhu 14. století došlo kromě gotických přestaveb již existujících chrámů ke stavbě čtyř velkých gotických kostelů: svatého Petra a Pavla na Petrově, jenž je v obvodovém zdivu zachován dodnes, cihlového chrámu Nanebevzetí Panny Marie u nově založeného kláštera cisterciaček na Starém Brně, k výstavbě kláštera augustiniánů s kostelem Zvěstování Panny Marie a svatého Tomáše apoštola před hradbami města a k založení kartuziánského kláštera s kostelem Nejsvětější Trojice v Králově Poli. Během 14. a 15. století byl zcela nově, v téměř současné podobě, vystavěn kostel svatého Jakuba.
Zatímco v přechodném manýristickém stylu vznikla na přelomu 16. a 17. století pouze novostavba jezuitského kostela Nanebevzetí Panny Marie, v období baroka byly městské kostely výrazně přestavovány (minoritský kostel svatých Janů), nahrazovány novostavbami (dominikánský svatého Michala, augustiniánský Zvěstování Panny a svatého Tomáše apoštola) a po švédském obléhání Brna došlo i k výstavbě nových klášterních chrámů, které vznikly jako náhrada za zničené svatostánky stojící před hradbami. V 17. století tak vznikly kapucínský kostel Nalezení svatého Kříže, kostel svaté Maří Magdalény františkánů a kostel svatého Josefa františkánek. V předměstských vesnicích byla postavena například barokní novostavba premonstrátského kostela v Zábrdovicích (17. století) či zcela nový konvent milosrdných bratří s chrámem svatého Leopolda na Starém Brně (18. století); starší vesnické kostely byly často barokně upravovány.
Za josefinských reforem zaniklo v 80. letech 18. století několik chrámů: byl zbořen královopolský kostel svatého Víta, kostely svatého Václava a svatého Oldřicha a Prokopa na Starém Brně, zrušen byl zábrdovický kostel svaté Kunhuty, chrám svatého Mikuláše na náměstí Svobody, aj. Měl být uzavřen i kostel svatého Michala, měšťané ale deputací při císařově návštěvě Brna roku 1785 dosáhli jeho zachování.
Během 19. století nevznikly v Brně a přilehlých obcích žádné nové římskokatolické kostely. Výjimkou je pozdně barokní stavba tuřanského kostela Zvěstování Panny Marie (přestavěná původní kaple svaté Anny) později doplněná o novobarokní dvojvěží. V některých dalších případech došlo k puristickým úpravám, jako tomu bylo u regotizací chrámu svatého Jakuba či katedrály svatého Petra a Pavla. Naopak byly postaveny první nekatolické chrámy: novogotický tzv. Červený kostel (němečtí evangelíci) v 60. letech 19. století a novorenesanční Betlémský kostel českých evangelíků z 90. let 19. století. Začátkem 20. století, před první světovou válkou, vznikly další katolické kostely: svaté Rodiny v dnešní Grohově ulici v novorenesančním stylu, moderní chrám v Husovicích, novobarokní v Horních Heršpicích, secesní v Křenové ulici; rovněž byl výrazně přestavěn kostel v Komíně, kdy došlo ke zbourání původní lodi a výstavbě lodi nové.
Za první republiky byla postavena novostavba žebětínského kostela, nově vznikly chrámy ve Starém Lískovci, Masarykově čtvrti a Židenicích (první tři byly zbudovány podle projektů architekta Vladimíra Fischera). K výstavbě dalších chrámů došlo i v případě nekatolických církví: vznikly čtyři chrámy husitské církve, z nichž je architektonicky nejvýznamnější funkcionalistický Husův sbor ve čtvrti Veveří, dále evangelický kostel v Židenicích a pravoslavný chrám svatého Václava na svahu Špilberku.
Ojedinělým činem po druhé světové válce byla stavba slatinského kostela Povýšení svatého Kříže v letech 1946–1948. Další nové chrámy vznikly až na konci 20. století: jsou jimi salesiánský kostel Panny Marie Pomocnice křesťanů v Žabovřeskách a kostel Neposkvrněného početí Panny Marie v rámci soběšického kláštera klarisek. V letech 2017–2020 byl postaven kostel blahoslavené Marie Restituty uprostřed sídliště Lesná.
Vybudování nového kostela Seslání Ducha svatého se připravuje také u salesiánského střediska na sídlišti v Líšni.

## Popis seznamu
Tabulky níže zahrnují šest sloupců (u kostelů zaniklých pouze pět). Z prvního sloupce, který obsahuje zasvěcení kostela, je vycházeno při řazení kostelů. Druhý sloupec obsahuje fotografii kostela či dostupné vyobrazení, třetí současné umístění v městské části s bližším určením a většinou i přesnou lokací. Čtvrtý sloupec s názvem denominace určuje, ke které konkrétní denominaci kostel patřil či patří, pátý sloupec (není u zaniklých staveb) uvádí převažující stavební sloh dnešní podoby chrámu. Poslední sloupec obsahuje stručnou charakteristiku kostela včetně krátkého náčrtu jeho historie.

## Existující kostely

### Katolické kostely
| Název                                                                 | Obrázek                                         | Umístění                                                               | Denominace | Převažující sloh | Poznámky |
| --------------------------------------------------------------------- | ----------------------------------------------- | ---------------------------------------------------------------------- | --- | ---------------- | --- |
| katedrála svatého Petra a Pavla                                       | Katedrála svatého Petra a Pavla                 | Brno-město (ul. Petrov) 49°11′27″ s. š., 16°36′26″ v. d.               | římskokatolická církev | novogotika       | V místech dnešní katedrály na Petrově se původně nacházel menší kostel, jehož počátky sahají snad již do 1. poloviny 12. století. V průběhu první poloviny 13. století byl nahrazen novým, raně gotickým kostelem, který však byl od 14. století postupně nahrazován větší stavbou, která se po mnoha přestavbách dochovala dodnes. Na její výstavbě se podílela řada významných architektů tehdejší doby; částečná barokizace v 1. polovině 18. století byla provedena podle návrhu Mořice Grimma. Koncem 19. století proběhla regotizace kostela a teprve v letech 1905–1906 byly ke katedrále přistavěny dvě štíhlé věže. Katedrála je výraznou dominantou Brna, její vyobrazení se nachází na reversu mince o hodnotě 10 Kč. Je zařazena mezi národní kulturní památky.   |
| bazilika Nanebevzetí Panny Marie                                      | Bazilika Nanebevzetí Panny Marie                | Staré Brno (Mendlovo nám.) 49°11′31″ s. š., 16°35′41″ v. d.            | římskokatolická církev (pův. řád sester cisterciaček, nyní řád svatého Augustina)                                          | gotika           | Poblíž dnešní baziliky se původně nacházel románský kostelík zasvěcený Panně Marii, poprvé zmíněný v roce 1210. V roce 1323 vznikl díky Elišce Rejčce cisterciácký klášter, jehož součástí se stal i nově vystavěný mohutný gotický chrám v sousedství kostela Panny Marie, který byl změněn na kapli. V roce 1467 byl kostel vypleněn vojsky Viktorína z Poděbrad, roku 1782 byl klášter cisterciaček zrušen a klášterní budovy včetně chrámu převzali augustiniáni. Za druhé světové války byla bazilika poškozena bombardováním. Cihlový chrám má křížový půdorys, z jeho středu vybíhá nízká věž se zvonicí. Původní podoba chrámu se jen s mírnými změnami dochovala dodnes.                                                                                             |
| kostel blahoslavené Marie Restituty                                   | Kostel blahoslavené Marie Restituty             | Lesná (ul. Nezvalova) 49°13′32″ s. š., 16°37′24″ v. d.                 | římskokatolická církev | současný         | Místní věřící usilovali o kostel na sídlišti Lesná již po roce 1968, reálné plány se ale objevily až na přelomu 20. a 21. století. Prvním krokem byl letech 2004 a 2005 vznik duchovního centra a nové farnosti. Stavba kostela, který je umístěn v těsné blízkosti duchovního centra a který navrhl architekt Marek Jan Štěpán, proběhla v letech 2017–2020. |
| kostel Matky Boží na Veveří                                           | Kostel Matky Boží na Veveří                     | Bystrc (ul. Hrad Veveří) 49°15′20″ s. š., 16°27′17″ v. d.              | římskokatolická církev | románský         | Kaple Matky Boží na Veveří (někdy též Nanebevzetí Panny Marie), je pozdně románská stavba nedaleko hradu Veveří. Její počátky jsou spjaty s hradem, avšak je možné, že kostelík je ještě starší. Předpokládá se založení kolem roku 1200 u zeměpanského dvora, kolem nějž se až do husitských válek rozkládala středověká vesnice, pro niž to byl farní kostel. Z kostelíka pochází vzácný obraz madony Veverské, nyní uložený v Národní galerii. Původně se u kostela nacházel i hřbitov, který však byl v roce 1880 zrušen. Dvojlodní stavba má malou věž se dvěma zvony, díky několika přestavbám má románské, gotické i renesanční prvky. |
| kostel Nalezení svatého Kříže                                         |                                                 | Brno-město (Kapucínské nám.) 49°11′30″ s. š., 16°36′35″ v. d.          | římskokatolická církev (řád menších bratří kapucínů)                                                                       | baroko           | Kostel byl zbudován v letech 1648–1651 dle návrhu Ondřeje Erny na náklady Pavla Kryštofa Lichtenštejna. Vysvěcen byl v roce 1656. Raně barokní stavba se vyznačuje jednoduchou architekturou podle italského vzoru odkazujíce přitom k ideálu chudoby, který hlásal František z Assisi. Těsně ke kostelu přiléhá kapucínský klášter vystavěný zhruba ve stejné době jako kostel. |
| kostel Nanebevzetí Panny Marie (Brno-město)                           | Kostel Nanebevzetí Panny Marie                  | Brno-město (Jezuitská ul.) 49°11′48″ s. š., 16°36′36″ v. d.            | římskokatolická církev (tovaryšstvo Ježíšovo)                                                                              | baroko           | Na místě dnešního kostela původně stával románský kostelík zasvěcený Matce Boží. V polovině 13. století byl nahrazen chrámem v gotickém slohu. Po převzetí kláštera augustiniánek jezuity zde v letech 1598–1602 vyrostl zcela nový chrám v manýristickém stylu. Počátkem 17. století vznikla v kostele krypta rodu Ditrichštejnů. V šedesátých letech téhož století nastala další přestavba kostela řízená Janem Křtitelem Ernou, Mořic Grimm pak v roce 1732 navýšil kostelní věž. Následkem druhé světové války byl kostel značně poškozen, po skončení války byl však zrekonstruován. Po pádu komunistického režimu se kostel vrátil pod správu jezuitů. |
| kostel Nanebevzetí Panny Marie (Brno-Zábrdovice)                      | Kostel Nanebevzetí Panny Marie                  | Zábrdovice (Lazaretní ul.) 49°12′10″ s. š., 16°37′47″ v. d.            | římskokatolická církev (pův. řád premonstrátských řeholních kanovníků)                                                     | baroko           | Raně barokní kostel byl původně součástí kláštera premonstrátů v Zábrdovicích. Byl vystavěn v letech 1661–1669 podle návrhu císařského dvorního architekta Giovanniho Pietra Tencally na místě staršího klášterního kostela, který byl dokončen ve druhé polovině 13. století. Chrám patří k Tencalovým nejstarším pracím na Moravě. Interiér kostela je bohatě zdoben, jeho nynější podoba pochází z 80. let 18. století, kdy byl rekonstruován, snad podle návrhu Františka Antonína Grimma. |
| kostel Nejsvětějšího srdce Páně                                       | Kostel Nejsvětějšího srdce Páně                 | Husovice (nám. Republiky) 49°12′43″ s. š., 16°37′52″ v. d.             | římskokatolická církev | moderna          | Moderní kostel se secesními prvky byl postaven v letech 1906–1910 podle návrhu Karla Huga Kepky v dělnickém prostředí brněnských Husovic. Kostel měl mít původně dvě věže a kupoli, avšak při stavbě byla zjištěna spodní voda a projekt tak musel být přizpůsoben podloží. Náklady na stavbu kostela byly hrazeny z veřejné sbírky a zejména z císařské dotace, která byly poskytnuta na popud poslance Říšské rady Antonína Cyrila Stojana. Kostel byl vysvěcen 5. června 1910. Dominantou trojlodního kostela je jehlanovitá věž s pěti zvony. |
| kostel Nejsvětější Trojice                                            | Kostel Nejsvětější Trojice                      | Královo Pole (Božetěchova ul.) 49°13′38″ s. š., 16°35′46″ v. d.        | římskokatolická církev (pův. řád kartuziánů)                                                                               | gotika           | Královopolský kostel Nejsvětější Trojice spolu s kartuziánským klášterem založil v roce 1375 markrabě Jan Jindřich. Kostel byl od svých počátků konventní, čili jen pro potřeby kláštera, a veřejnost do něj přístup neměla. Během husitských válek i švédských nájezdů byl kostel i klášter značně poškozeny, v roce 1782 byl klášter z rozhodnutí Josefa II. zrušen. Na bývalý kartuziánský kostel byla přenesena královopolská farní správa. V šedesátých letech 18. století se kostelu dostalo dnešního rokokového průčelí. Jednolodní kostel si i přes několik přestaveb podržel stavební jednoduchost a prostotu, která vyjadřuje přísnou strohost života kartuziánů.                                                                                                   |
| kostel Neposkvrněného početí Panny Marie (Brno-Soběšice)              | Kostel Neposkvrněného početí Panny Marie        | Soběšice (Zeiberlichova ul.) 49°15′24″ s. š., 16°37′24″ v. d.          | římskokatolická církev (chudé sestry svaté Kláry)                                                                          | současný         | Kostel Neposkvrněného početí Panny Marie je součástí kláštera klarisek, který byl postaven v letech 1996–1997 a vysvěcen biskupem Vojtěchem Cikrlem 1. listopadu 1997. Chrám má dvě na sebe kolmé lodě, které jsou kryty nízkými stanovými střechami. Hlavní loď je přístupná veřejnosti, kolmo na ni se nachází loď přístupná pouze řádovým sestrám, v jejich průsečíku se nachází presbytář. |
| kostel Neposkvrněného početí Panny Marie (Brno-Trnitá)                |                                                 | Trnitá (Křenová ul.) 49°11′32″ s. š., 16°37′10″ v. d.                  | římskokatolická církev | secese           | Secesní kostel pochází z let 1910–1912. Základová deska včetně klíčových konstrukčních části kostela jsou z důvodu nestabilního podloží ze železobetonu, případně z předpjatého betonu. Zatímco projekt na stavbu kostela vzešel od Franze Holíka, stavbu řídil Josef Müller. Koncem druhé světové války byl kostel při bombardování Brna poškozen, v roce 1968 byla provedena liturgická úprava interiéru. Chrámový prostor o třech vstupech má půdorysný tvar kříže a bohatě zdobený interiér. |
| kostel Panny Marie Pomocnice křesťanů                                 | Kostel Panny Marie Pomocnice křesťanů           | Žabovřesky (Foerstrova ul.) 49°12′57″ s. š., 16°34′40″ v. d.           | římskokatolická církev (salesiáni Dona Bosca)                                                                              | současný         | Salesiánský kostel byl vystavěn v roce 1995 podle návrhu architekta Josefa Opatřila. Má netradiční půdorys opisující tvar čtvrtiny kruhové výseče, přičemž z místa vrcholu výseče se vypíná štíhlá betonová věž se třemi zvony. Výzdoba kostelu je skromná, skládá se hlavně z nástěnné malby Panny Marie s děťátkem a dvou obrazů Milivoje Husáka. Celý kostel je součástí většího areálu určenému salesiánské komunitě (areál zahrnuje např. i společenský sál, dětské hřiště, ubytovací části atd.). |
| kostel Povýšení svatého Kříže                                         | Kostel Povýšení svatého Kříže                   | Slatina (Šmahova ul.) 49°10′38″ s. š., 16°41′29″ v. d.                 | římskokatolická církev | bez slohu        | Presbytář současného kostela je tvořen původní starší kaplí s márnicí, která byla postavena na okraji hřbitova založeného roku 1872. O rozšíření kaple na kostel bylo rozhodnuto již v roce 1938, druhá světová válka ale projekt přerušila. Základní kámen chrámu byl položen roku 1946, stavba probíhala podle plánů Ladislava Jetelina ze sousedních Šlapanic. Kostel byl vysvěcen 19. září 1948 brněnským prelátem Josefem Kratochvílem. Později ještě přibyl kostelu nový kamenný oltář, v roce 1982 byla provedena rekonstrukce stavby, v první polovině 90. let 20. století byla přistavěna oratoř a nová sakristie. Kostel je přifařen k Líšni. |
| kostel svatého Augustina                                              | Kostel svatého Augustina                        | Stránice (nám. Míru) 49°12′9″ s. š., 16°34′53″ v. d.                   | římskokatolická církev | funkcionalismus  | Funkcionalistický kostel svatého Augustina v Masarykově čtvrti byl postaven díky iniciativě brněnských augustiniánů, kteří stavbou kostela chtěli uctít památku 1500. výročí smrti svatého Augustina, jež připadalo na rok 1930. Zpracování projektu se ujal Vladimír Fischer, základní kámen byl položen 28. srpna 1930 starobrněnským opatem Františkem Saleským Bařinou. Stavba byla dokončena o pět let později. Celý kostel má železobetonovou konstrukci, jeho dvě základní části tvoří hranolovitá hala a vysoká věž. |
| kostel svatého Bartoloměje                                            | Kostel svatého Bartoloměje                      | Žebětín (Křivánkovo nám.) 49°12′22″ s. š., 16°29′15″ v. d.             | římskokatolická církev | moderna          | Žebětínský kostel měl být vybudován již ve 14. století, podobně jako kostel svatého Vavřince v Komíně, na popud Elišky Rejčky. První doklady o kostele svatého Bartoloměje však pochází až z roku 1436. V době třicetileté války byl stržen, znovu vystavěn byl až v 18. století. Z kapacitních důvodů se postupně začalo uvažovat o zvětšení prostor kostela. V letech 1922–1923 proběhla rozsáhlá přestavba podle návrhu Vladimíra Fischera a kostel tak získal svou současnou podobu. 26. srpna 1923 byl nově vysvěcen. |
| kostel svatého Cyrila a Metoděje                                      | Kostel svatého Cyrila a Metoděje                | Židenice (Gajdošova ul.) 49°11′55″ s. š., 16°38′46″ v. d.              | římskokatolická církev | moderna          | Počátky kostela sahají do druhého desetiletí 20. století. V roce 1911 totiž zakoupil „Spolek pro stavbu katolického chrámu v Brně-Židenicích“ pozemek, na kterém měl být vystavěn nový kostel. Kvůli první světové válce a jejím následkům se však se stavbou začalo až na přelomu 20. a 30. let. Výstavba podle návrhu Klaudia Madlmayra byla zakončena slavnostním vysvěcením kostela v roce 1935 sídelním biskupem Josefem Kupkou. Koncem války byl kostel v letech 1944 a 1945 poškozen, avšak následně opraven. |
| kostel svatého Jakuba Staršího                                        | Kostel svatého Jakuba                           | Brno-město (Jakubské nám.) 49°11′48″ s. š., 16°36′30″ v. d.            | římskokatolická církev | gotika           | Kostel zasvěcený Jakubu Staršímu na dnešním Jakubském náměstí byl postaven počátkem 13. století za vlády Vladislava Jindřicha pro německy mluvící obyvatelstvo. Původně se při kostelu nacházela kostnice a hřbitov, na kterém postupně vzniklo sedm kaplí; hřbitov i kaple zanikly po zrušení hřbitova v roce 1784. Ještě před husitskými válkami začala výstavba nového kostela, která byla dokončena v 16. století. Na jeho výstavbě se podíleli zejména Antonio Gabri, Šimon Tauch, Lorenz Spening a Antonín Pilgram. Od roku 1995 je chrám národní kulturní památkou; vztahuje se k němu také jedna z brněnských pověstí. |
| kostel svatého Jana Nepomuckého                                       | Kostel svatého Jana Nepomuckého                 | Starý Lískovec (ul. Elišky Přemyslovny) 49°9′57″ s. š., 16°34′5″ v. d. | římskokatolická církev | moderna          | Stavba kostela byla zahájena v roce 1925 pod vedením Leopolda Čupra na návrh architekta Vladimíra Fischera. V roce 1926 byla stavba dokončena, nový kostel byl vysvěcen biskupem Josefem Kupkou. Kostel má jednoduchou architekturu, vedle obdélníkové lodi se nachází štíhlá vysoká věž s hodinami. Dovnitř světlo proniká skrze vysoká okna s obrazovými výjevy, varhany byly do kostela instalovány až v roce 1983. |
| kostel svatého Jana Křtitele a svatého Jana Evangelisty (Brno-Bystrc) | Kostel svatého Jana Křtitele a Jana Evangelisty | Bystrc (nám. 28. dubna) 49°13′35″ s. š., 16°31′49″ v. d.               | římskokatolická církev | historizující    | Počátky kostela sahají do středověkých dob, avšak z této doby jsou dochovány jen některé části kostela. Většina stavby pochází z let 1843–1849, kdy byl dosavadní malý kostelík značně rozšířen, o několik let později byla navíc zvýšena kostelní věž. Současnou podobu kostelu vtiskla až rekonstrukce v roce 1897. Výzdoba interiéru je relativně strohá, kromě varhan se zde nachází několik obrazů, z nichž dva jsou staršího data (pocházejí z 18. a 19. století). |
| kostel svatého Jana Křtitele a svatého Jana Evangelisty (Brno-město)  | Kostel svatého Jana Křtitele a Jana Evangelisty | Brno-město (Minoritská ul.) 49°11′40″ s. š., 16°36′40″ v. d.           | římskokatolická církev (řád menších bratří konventuálů)                                                                    | baroko           | Dějiny kostela zasvěceného Janu Křtiteli a Janu Evagelistovi jsou úzce spjaty s minoritským klášterem. Původně románský kostel byl v 1. polovině 14. století nahrazen stavbou v gotickém slohu, v letech 1729–1733 byl kostel přestavěn do své nynější barokní podoby Mořicem Grimmem, který vybudoval i přilehlou loretánskou kapli. Interiér je bohatě zdoben sochami a obrazy svatých, na průčelí kostela se nachází několik soch, mimo jiné od Josefa Leonarda Webera. |
| kostel svatého Jiljí (Brno-Komárov)                                   | Kostel svatého Jiljí                            | Komárov (Černovická ul.) 49°10′33″ s. š., 16°37′26″ v. d.              | římskokatolická církev (pův. řád svatého Benedikta)                                                                        | románský         | Jedná se o původně románský kostel, který byl zřízen v areálu benediktinského proboštství. V polovině 14. století byl postaven presbytář kostela, za husitských a česko-uherských válek byla stavba značně poškozena. Během následujícího období proboštství ztrácelo na významu a nedostávalo se mu finančních prostředků, a kostel tak pomalu chátral. V letech 1574–1577 byl obnoven, kostelní věž přibyla patrně koncem 16. či počátkem 17. století. Ve druhé polovině 19. století byl částečně upraven do novogotické podoby. |
| kostel svatého Jiljí (Brno-Líšeň)                                     | Kostel svatého Jiljí                            | Líšeň (Pohankova ul.) 49°12′21″ s. š., 16°41′41″ v. d.                 | římskokatolická církev | baroko           | První zmínka o původně románském kostelu v Líšni pochází z roku 1306. V té době byl ještě přifařen do Šlapanic, farní správa byla v Líšni zřízena až v roce 1630. Kostel za svou existenci několikrát vyhořel a byl mnohokrát přestavován. Při přestavbě v letech 1718–1719 získal líšeňský kostel barokní podobu. Roku 1895 byla zásadním způsobem zvětšena loď kostela a byl postaven nový presbytář, oratoř a sakristie. Další, avšak ne už tak zásadní stavební práce na kostele probíhaly v letech 1929 a 1965. |
| kostel svatého Josefa                                                 |                                                 | Brno-město (Josefská ul.) 49°11′35″ s. š., 16°36′44″ v. d.             | řeckokatolická církev (pův. římskokatolická církev – řeholní terciářky svatého Františka z Assisi, poté řád svaté Voršily) | baroko           | Počátky kostela jsou úzce spjaty s aktivitami františkánek z brněnského kláštera. Když byl původní chrám svatého Josefa zbořen během obléhání Brna Švédy v roce 1643, františkánky se rozhodly vystavět nový. Tentokrát však ne již vně městských hradeb, ale nedaleko středu města. Nový chrám s klášterem byl vybudován v místě šesti měšťanských domů v dnešní Josefské ulici. Když byl v roce 1782 řád františkánek zrušen, zabraly klášter i s kostelem voršilky. Řád voršilek zde působil až do roku 1950, v roce 1961 se správy kostela ujala minoritská fara. Roku 1994 byl uzavřen a v roce 2009 byl voršilkami darován řeckokatolické církvi. |
| kostel svatého Klementa Maria Hofbauera                               | Kostel svatého Klementa Maria Hofbauera         | Horní Heršpice (Bednářova ul.) 49°9′52″ s. š., 16°36′43″ v. d.         | římskokatolická církev | novobaroko       | Novobarokní kostel se secesními prvky nacházející se v Bednářově ulici je zasvěcen Klementu Maria Hofbauerovi. Kostel vznikl v roce 1912 podle projektu Ferdinanda Hracha, vysvěcen byl brněnským biskupem Pavlem Huynem. Interiér kostela je zdoben několika vyobrazeními svatých, na hlavním oltáři se nachází vyobrazení K. Hofbauera. |
| kostel svaté Kunhuty                                                  | Kostel svaté Kunhuty                            | Zábrdovice (Zábrdovická ul.) 49°12′8″ s. š., 16°37′51″ v. d.           | římskokatolická církev | románský         | Kostel svaté Kunhuty se nachází v areálu premonstrátského kláštera. O jeho vzniku se toho příliš neví, jisté je, že byl vysvěcen v roce 1211 za přítomnosti Přemysla Otakara I. a Vladislava Jindřicha. Až do roku 1299 sloužil jako kostel klášterní, poté tuto funkci zastal nově vystavěný nedaleký kostel Nanebevzetí Panny Marie a z chrámu svaté Kunhuty se stal kostel farní. Kostel stíhal podobný osud jako klášter, který byl pleněn a drancován, a to během husitských válek, česko-uherských válek i švédských nájezdů. V letech 1773–1775 byla provedena rozsáhlá rekonstrukce chrámu, v roce 1786 byl kostel zrušen a přeměněn na skladiště. Po nedávné rekonstrukci byla do prostor kostela umístěna lékárna. Svým stářím patří mezi nejstarší kostely v Brně. |
| kostel svatého Leopolda                                               | Kostel svatého Leopolda                         | Štýřice (Vídeňská ul.) 49°11′6″ s. š., 16°35′44″ v. d.                 | římskokatolická církev (hospitálský řád svatého Jana z Boha), řeckokatolická církev                                        | baroko           | Kostel zasvěcený svatému Leopoldovi byl spolu s klášterem milosrdných bratří vybudován v 18. století. Stavební sloh kostela se nese jednak v pozdně barokním duchu a jednak je poznamenán i výrazně klasicistními rysy. Architekt kostela přitom není znám, je možné, že jím byl F. A. Grimm. V letech 1997 a 1998 proběhla rekonstrukce průčelí kostela. Interiér je bohatý na výzdobu, autorem četných obrazů a hlavní fresky v kopuli chrámu je Josef Stern. Od roku 2020 slouží i řeckokatolickým věřícím. |
| kostel svaté Markéty                                                  | Kostel svaté Markéty                            | Přízřenice (Staré nám.) 49°8′39″ s. š., 16°37′21″ v. d.                | římskokatolická církev | novogotika       | Kostel svaté Markéty (někdy označován jako kostel svatého Marka) na návsi v Přízřenicích byl postaven na přelomu 19. a 20. století v novogotickém stylu. V současnosti je filiálním kostelem modřické farnosti. |
| kostel svaté Maří Magdalény                                           |                                                 | Brno-město (Masarykova ul.) 49°11′32″ s. š., 16°36′40″ v. d.           | římskokatolická církev (pův. řád menších bratří)                                                                           | baroko           | Poté, co český král Ladislav zvaný Pohrobek roku 1454 vypověděl židy z hlavních moravských měst, připadla budova synagogy v Brně do rukou křesťanů, kteří ji přeměnili na kostel zasvěcený Maří Magdaléně. Pravděpodobně podle projektu Ondřeje Erny byl kostel po roce 1600 od základů přestavěn františkány od kostela svatého Bernardina. Kostelní věž byla přistavěna roku 1746, po požáru z roku 1852 došlo k další přestavbě do současné podoby s novorománským nádechem a raně barokním průčelím. Mezi lety 2014 a 2019 sloužil také k řeckokatolickým bohoslužbám. |
| kostel svatého Michaela archanděla                                    |                                                 | Brno-město (Dominikánské nám.) 49°11′37″ s. š., 16°36′25″ v. d.        | římskokatolická církev (pův. řád bratří kazatelů)                                                                          | baroko           | Stáří ani původ kostela nejsou zcela vyjasněny. Koncem dvacátých let 13. století při kostele vznikl dominikánský klášter. Dominikáni kostel podstatně rozšířili a přestavěli v pozdně románském stylu, avšak již v polovině 14. století byl přestavěn do podoby gotické. Nedostatek finančních prostředků na opravy spolu s množstvím pohrom, jejichž vrcholem byl nájezd švédské armády v polovině 17. století, přivedly kostel k zániku. V letech 1659–1679 byl vystavěn na návrh Jana Křtitele Erny znovu, tentokrát v současné barokní podobě. |
| kostel svaté Rodiny                                                   | Kostel svaté Rodiny                             | Veveří (Grohova ul.) 49°12′4″ s. š., 16°35′50″ v. d.                   | římskokatolická církev (kongregace Milosrdných sester III. řádu sv. Františka pod ochranou Svaté Rodiny v Brně)            | bez slohu        | Od 80. let 19. století sídlila v Grohově (tehdy Sirotčí) ulici kongregace milosrdných sester III. řádu svatého Františka, pro jejíž potřeby sice sloužila kaple, avšak z kapacitních důvodů se začalo uvažovat o stavbě kostela. Po zakoupení potřebných prostor v Sirotčí ulici bylo v roce 1900 započato se stavbou chrámu podle návrhu architekta Karla Welcla. O dva roky později byl kostel vysvěcen. Za 2. světové války byl značně poškozen, koncem 40. let byl zrenovován; tehdy také obdržel novou fasádu sjednocenou s okolními domy. Za komunistického režimu byl kostel uzavřen a jeho prostory byly využívány pro světské účely. Po sametové revoluci byl opět předán do rukou kongregace sester.                                                                |
| kostel svatého Tomáše                                                 | Kostel svatého Tomáše                           | Brno-město (Moravské nám.) 49°11′53″ s. š., 16°36′27″ v. d.            | římskokatolická církev (pův. řád svatého Augustina)                                                                        | baroko           | Kostel byl vybudován ve 14. století na popud Jana Jindřicha a měl původně sloužit jako místo posledního odpočinku moravských markrabat. Při kostelu byl zbudován augustiniánský klášter. Během husitských válek byl kostel rozbořen, byl však znovu vystavěn; během švédského nájezdu roku 1645 byl opět stržen, augustiniání se však rozhodli vystavět jej znovu. Stavba byla dokončena roku 1668 pod dohledem Jana Křtitele Erny. Roku 1702 probíhaly úpravy exteriéru pod vedením Jana Matyáše Materny a vnější podoba kostela tak dostala svůj současný vzhled. Menší či větší úpravy probíhaly i v dalších staletích. |
| kostel svatého Václava                                                | Kostel svatého Václava                          | Obřany (Kmochova ul.) 49°13′50″ s. š., 16°39′0″ v. d.                  | římskokatolická církev | baroko           | Původně snad románská stavba se nachází na kopci mezi Faulhabrovou a Kmochovou ulicí. K hlavnímu vchodu vede dlouhé kamenné schodiště, k jehož stavbě byly mimo jiné použity i náhrobky. Poprvé je kostel pevně doložen až v roce 1368, poté o něm nejsou žádné zprávy. Během švédského nájezdu měl být kostel vážně poškozen, do své nynější barokní podoby byl přestavěn někdy v 18. století, kdy mimo jiné vznikla i těsně přiléhající kaple svaté Barbory. Postupně byla ke kostelu přistavěna márnice a sakristie. Zvon kostela pochází z roku 1716 a původně se nacházel v klášteře dominikánek na Starém Brně. |
| kostel svatého Vavřince (Brno-Komín)                                  | Kostel svatého Vavřince                         | Komín (Kristenova ul.) 49°13′19″ s. š., 16°33′17″ v. d.                | římskokatolická církev | novogotika       | Zakládací listina kostela pochází z roku 1324 od Elišky Rejčky. V roce 1720, kdy celou oblast Komína stihl požár, vyhořel i kostel. V letech 1883–1884 byl znovu vystavěn na návrh Augusta Prokopa. Z důvodu nedostačující kapacity prošel v letech 1911–1913 zásadní přestavbou pod vedením projektanta Františka Hrdiny ze Žabovřesk (ze starého kostela se dochovala zejména 45 m vysoká věž, která dnes slouží jako kaple). Exteriér kostela včetně dominantního portálu prošel v letech 1976 a 1997–1998 opravou. |
| kostel svatého Vavřince (Brno-Řečkovice)                              | Kostel svatého Vavřince                         | Řečkovice (Palackého nám.) 49°15′5″ s. š., 16°34′55″ v. d.             | římskokatolická církev | baroko           | I když je kostel poprvé doložen v roce 1338, některé jeho části jsou ještě starší. Někdy kolem přelomu 15. a 16. století byla ke kostelu přistavěna věž, v roce 1716 prošel kostel rozsáhlou přestavbou podle návrhu Mořice Grimma. Díky ní byla mimo jiné zvýšena loď kostela a přibyly boční kaple. Dalších rozsáhlejších úprav se kostel dočkal v polovině 19. století a těsně před druhou světovou válkou, kdy došlo k přistavění sakristie. |
| kostel Zvěstování Panny Marie                                         | Kostel Zvěstování Panny Marie                   | Tuřany (Hanácká ul.) 49°8′50″ s. š., 16°40′6″ v. d.                    | římskokatolická církev | baroko           | Tuřanský kostel Zvěstování Panny Marie se nachází na středověkém poutním místě a prošel složitým stavebním vývojem. Kostel se v Tuřanech nejdříve nacházel na starém hřbitově poblíž jezuitské rezidence a byl zasvěcen Panně Marii. Vedle tohoto farního kostela vznikl časem poutní areál mimo jiné zahrnující i barokní kapli svaté Anny, která byla postavena podle návrhu Jana Křtitele Erny koncem 17. století. Když byl v roce 1804 kostel Panny Marie stržen, farní správa byla přenesena na kapli svaté Anny, která prošla rozsáhlou barokní přestavbou a zejména zvětšením na kostel, který byl nově zasvěcen Zvěstování Panny Marie. Zatím poslední rozsáhlá úprava kostel potkala koncem 19. století, kdy byl doplněn o novobarokní dvojvěží.                     |

### Chrámy jiných církví
| Název                                                 | Obrázek                                               | Umístění                                                             | Denominace                       | Převažující sloh | Poznámky |
| ----------------------------------------------------- | ----------------------------------------------------- | -------------------------------------------------------------------- | -------------------------------- | ---------------- | --- |
| Betlémský kostel                                      | Betlémský kostel                                      | Brno-město (Pellicova ul.) 49°11′35″ s. š., 16°36′8″ v. d.           | českobratrská církev evangelická | novorenesance    | Malý kostel byl vystavěn v letech 1894–1895 podle projektu Bohuslava Albera. Architektura kostela se nese v novorenesančním duchu. Nachází se v ulici Pellicově, vede k němu strmé dlouhé schodiště z Pekařské ulice. Nevelká modlitební místnost byla svého času vůbec prvním místem v Brně, kde se kázalo pouze česky. |
| kostel v Blahoslavově domě                            | Blahoslavův dům – interiér kostela                    | Veveří (Lidická ul.) 49°12′25″ s. š., 16°36′14″ v. d.                | českobratrská církev evangelická | bez slohu        | Dům v Nové ulici (dnešní Lidická) koupil brněnský evangelický sbor v roce 1924 se záměrem přestavět jej na „multifunkční“ dům s kostelem, farou, byty pro studující evangelickou mládež atp. Dům byl přestavěn podle návrhu Jana Veselského a slavnostně otevřen 14. prosince 1924. Po roce 1989 byl opraven a v roce 1992 byly v chrámu postaveny nové varhany. |
| českobratrský evangelický chrám Jana Amose Komenského | Českobratrský evangelický chrám Jana Amose Komenského | Brno-město (Komenského nám.) 49°11′52″ s. š., 16°36′12″ v. d.        | českobratrská církev evangelická | novogotika       | Českobratrský evangelický chrám Jana Amose Komenského, díky červeně zbarvenému režnému cihelnému zdivu též známý jako „Červený kostel“, se nachází na Komenského náměstí nedaleko brněnského centra. Doba jeho výstavby spadá do let 1863–1865, projekt zpracoval vídeňský architekt Heinrich Ferstel. Kostel je vystavěn v novogotickém slohu, jeho dominantou je padesátimetrová věž. Interiér kostela se vyznačuje značnou strohostí, trojlodní prostor završuje žebrová klenba. Prostory kostela jsou občas využívány ke kulturním akcím včetně koncertů populární hudby.                                                                                              |
| evangelický kostel (Brno-Židenice)                    | Kostel českobratrské církve evangelické               | Židenice (Jílkova ul.) 49°11′47″ s. š., 16°38′31″ v. d.              | českobratrská církev evangelická | funkcionalismus  | Kostel českobratrské církve evangelické v Židenicích nahradil modlitebnu vystavěnou zde v roce 1924 (nachází se v zahradě za kostelem). Ta však již brzy kapacitně nepostačovala, proto se začátkem 30. let 20. století objevily první plány na výstavbu vlastního kostela. Jeho stavba začala v roce 1934 podle funkcionalistického projektu Miloslava Tejce, chrám byl vysvěcen 2. července 1935. Kostel je začleněn do zástavby řadových rodinných domů a působí poměrně nenápadně. Uliční průčelí je jednoduché, jediným výraznějším prvkem je nevysoká věž. Kostel byl těžce poškozen při náletu 25. srpna 1944, opraven byl na jaře 1945.                            |
| Husův sbor (Brno-Královo Pole)                        | Husův sbor                                            | Královo Pole (ul. Svatopluka Čecha) 49°13′17″ s. š., 16°35′29″ v. d. | církev československá husitská   | konstruktivismus | Husův sbor v Králově Poli byl první postavenou stavbou kostelního charakteru husitské církve v Brně. Po soutěži na podzim 1924 akceptovala náboženská obec v lednu 1925 projekt architekta Josefa Nováka. Stavba byla dokončena v rychlém tempu, k jejímu vysvěcení došlo 25. října 1925. Sbor byl postaven v konstruktivistickém stylu na nároží ulic Svatopluka Čecha a Charvátské v nově stavěné části Králova Pole. Stavba obsahuje dva sály – divadelní v přízemí a bohoslužebný v patře, který je přístupný schodištěm v mohutné hranolové věži. |
| Husův sbor (Brno-Tuřany)                              | Husův sbor                                            | Tuřany (Vítězná ul.) 49°8′56″ s. š., 16°40′17″ v. d.                 | církev československá husitská   | bez slohu        | Plány na výstavbu sboru v Tuřanech se datují již do roku 1924, kdy byla vyhlášena veřejná sbírka. Chrám byl vystavěn v letech 1927 a 1928 podle plánů architekta Jaroslava Kincla, místního rodáka. Jedná se o obdélnou sálovou budovu se sedlovou střechou a asymetricky (mimo osu průčelí) umístěnou věž. Před průčelím se nachází arkádová chodba. Stavbu nelze slohově zařadit, jisté prvky lze považovat za kubistické. |
| Husův sbor (Brno-Veveří)                              | Husův sbor                                            | Veveří (Botanická ul.) 49°12′13″ s. š., 16°36′12″ v. d.              | církev československá husitská   | funkcionalismus  | Když v roce 1922 vznikla brněnská náboženská obec církve československé, jednou z jejích prvních snah bylo vystavět vlastní sbor. Ten byl nakonec postaven v letech 1928–1929 podle návrhu architekta Jana Víška. Funkcionalistická stavba je postavena ze železobetonu, jeho dvě základní části tvoří hranolovitá hala a 32 m vysoká věž. Nachází se v Tyršově sadu, vedou do něj dva vchody – jeden přímo ze sadu, druhý z ulice Botanické. |
| chrám Spasitele                                       | Chrám Spasitele                                       | Židenice (Karáskovo nám.) 49°11′50″ s. š., 16°38′19″ v. d.           | církev československá husitská   | konstruktivismus | Konstruktivistický chrám Spasitele byl vystavěn na Karáskově náměstí, které se stalo centrem nové části Židenic vystavěné za první republiky. První plány na stavbu sboru pochází z 20. let 20. století, kvůli nedostatku financí byl chrám postaven až v letech 1935–1936 podle projektu architekta Stanislava Kučery. Další problémy byly způsobeny podmáčeným podložím, kvůli kterému musel být projekt upraven. Průčelí obrácené do náměstí je monumentální a skrývá za sebou jednoduchou chrámovou budovu. V rohu se nachází hranolová věž. Původní železobetonový strop lodě se při bombardování za druhé světové války zřítil, proto byl nahrazen stropem dřevěným. |
| pravoslavný chrám svatého Václava                     | Pravoslavný chrám svatého Václava                     | Brno-město (Gorazdova ul.) 49°11′48″ s. š., 16°35′44″ v. d.          | pravoslavná církev               | moderna          | Počátky snah o vybudování pravoslavného chrámu v Brně sahají do 20. let 20. století, kdy odštěpením od církve československé husitské vznikla brněnská náboženská pravoslavná obec. Základní kámen byl však položen až v roce 1930. Stavět se začalo podle návrhu architekta Petra Levického a již následujícího roku byla stavba dokončena a vysvěcena. V roce 1960 proběhla výmalba celého chrámu. Chrám je zakončen cibulovitou střechou zlaté barvy, v jeho zadní části se nachází zvonice se zvonovou stěnou o pěti zvonech. |
| sbor Páně                                             | Sbor Páně                                             | Řečkovice (Vážného ul.) 49°14′58″ s. š., 16°34′52″ v. d.             | církev československá husitská   | bez slohu        | Řečkovický sbor Páně byl postaven v 50. letech 20. století a dokončen roku 1957. Byl výsledkem úsilí místních věřících, kteří od roku 1931 vybírali na vybudování vlastního chrámu finanční prostředky. |

## Zaniklé kostely
Poznámka: Zeměpisné souřadnice uváděné u zaniklých kostelů nemusejí být zcela přesné.
| Název                               | Obrázek                                                                                          | Umístění                                                                                      | Denominace                                                            | Poznámky |
| ----------------------------------- | ------------------------------------------------------------------------------------------------ | --------------------------------------------------------------------------------------------- | --------------------------------------------------------------------- | --- |
| kostel                              |                                                                                                  | Líšeň (lokalita Staré Zámky) 49°12′59″ s. š., 16°42′54″ v. d.                                 |                                                                       | Na slovanském hradišti Staré Zámky poblíž Líšně stál kostel, jeho základy byly odkryty při archeologickém průzkumu. Stavba je kladena do 9. století. |
| kostel                              | Archeologická lokalita ve Vídeňské ulici s fragmenty rotundy (zakryty v pozadí)                  | Štýřice (ul. Vídeňská) 49°11′4″ s. š., 16°35′42″ v. d.                                        |                                                                       | V roce 2012 byly v prostoru pohřebiště (prozkoumáno přibližně 300 hrobů) ve Vídeňské ulici nalezeny fragmenty rotundy o průměru 6 metrů, z níž se dochoval negativ zdiva lodi s náběhem na apsidu. Nacházela se zřejmě na pravobřežním předhradí brněnského hradu, postavena byla asi kolem poloviny 11. století a zanikla zřejmě ještě před rokem 1100. |
| kostel Bolestné Panny Marie         |                                                                                                  | Slatina (ul. Slatinka) 49°9′49″ s. š., 16°41′16″ v. d.                                        | římskokatolická církev                                                | V roce 1732 nechal postavit líšeňský pán Jan rytíř z Freienfelsu v polích jižně od Slatiny poutní kostel Bolestné Panny Marie s kopulí a věžemi, kolem kterého o něco později vyrostla malá osada Slatinka. Chrám byl v roce 1784 zrušen a nedlouho poté zbořen. Zřejmě se nacházel v místech později postavené kaple. |
| kostel Panny Marie                  |                                                                                                  | Komárov (Mariánské nám.) 49°10′28″ s. š., 16°37′20″ v. d.                                     | římskokatolická církev                                                | Při cestě z Brna do Tuřan vznikla v roce 1724 poblíž Komárova poutní kaple Panny Marie. Ta byla později nahrazena kostelem se stejným patrociniem, který byl vysvěcen roku 1733. Nedlouho poté, ve 40. letech 18. století vznikla severně od kostela osada ulicového typu Malá Mariacela, a samotný chrám se stal známým poutním místem. Poutě však byly roku 1784 zakázány, ke zrušení kostela došlo o šest let později, zbořen byl před rokem 1825. Na jeho místě se dnes nachází jižní část komárovského Mariánského náměstí. |
| kostel Panny Marie                  | Kostel Panny Marie v roce 1658                                                                   | Tuřany (Hanácká ul.) 49°8′49″ s. š., 16°40′5″ v. d.                                           | římskokatolická církev                                                | Původní tuřanský kostel Panny Marie se nacházel v prostoru mezi dnešním chrámem a jezuitskou rezidencí v místě, kde byla roku 1901 postavena kaple Zjevení Panny Marie v trní. Jednalo se o románský kostel s věží v průčelí, který byl poprvé nepřímo doložen v roce 1275. V průběhu staletí byl postupně několikrát přestavován, kromě farní funkce začal být znám i jako poutní kostel. V 17. století byl upraven barokně a kolem kostela byl postaven obdélný ambit se čtyřmi kaplemi v nárožích. Zbořen byl roku 1804, kdy byla sousední kaple svaté Anny přestavěna na kostel, který převzal od starého kostela zasvěcení Panně Marii. |
| kostel svaté Anny                   | Starobrněnský klášter s kostelem Nanebevzetí Panny Marie a malým kostelem svaté Anny v roce 1797 | Staré Brno (Mendlovo nám.) 49°11′30″ s. š., 16°35′38″ v. d.                                   | římskokatolická církev                                                | Jihozápadně od dnešní starobrněnské baziliky stála zřejmě již od 11. století rotunda s válcovou lodí a podkovitou apsidou, jejíž zbytky byly objeveny při archeologickém průzkumu v roce 1978. Ta byla ve druhé polovině 12. století nahrazena novostavbou románského podélného kostela s pravoúhlým presbytářem. K roku 1210 (falzum z doby před rokem 1235) je poprvé uváděno zasvěcení chrámu Panně Marii a jeho farní funkce. Zřejmě na přelomu 13. a 14. století byl chrám zbořen a na jeho místě vyrostl kostel ve tvaru latinského kříže s pětibokým presbytářem. Po založení kláštera cisterciaček v roce 1323 bylo roku 1333 patrocinium přeneseno na nový klášterní chrám. Původní kostel byl nově zasvěcen svaté Anně, přičemž již nebyl farním chrámem (je uváděn též jako kaple), a Eliška Rejčka při něm založila nemocnici. Zbořen byl kolem roku 1800. |
| kostel svaté Anny                   | Kostel svaté Anny před rokem 1864                                                                | Staré Brno (Pekařská ul.) 49°11′29″ s. š., 16°35′59″ v. d.                                    | římskokatolická církev (mnišky kazatelského řádu)                     | Součástí kláštera dominikánek v Pekařské ulici, který byl založen roku 1317, byl i kostel svaté Anny, někdy označovaný pouze jako oratorium nebo kaple. Jednalo se o jednolodní stavbu obrácenou do Pekařské ulice boční zdí a se sanktusníkem uprostřed sedlové střechy. Chrám sdílel osudy s klášterem, zejména byl poškozen při švédských obléháních v letech 1643 a 1645. Konvent byl roku 1782 zrušen, dva roky zde působila vojenská nemocnice, v letech 1784–1786 byl areál přestavěn na všeobecnou nemocnici. Celý původní klášter i s kostelem byl v roce 1864 zbořen a nahrazen novostavbou dnešní Fakultní nemocnice u svaté Anny. |
| kostel svatého Antonína             |                                                                                                  | Stránice (lokalita Žlutý kopec) 49°12′8″ s. š., 16°34′24″ v. d.                               | římskokatolická církev                                                | Kostel svatého Antonína je zakreslen na Müllerově mapě Brněnského kraje z roku 1714 na vrcholu Žlutého kopce v prostoru dnešního Biskupského gymnázia. Nachází se též i na dalších mladších mapách odvozených z Müllerovy mapy, mapa brněnských předměstí z roku 1825 jej však již neuvádí. |
| kostel svatého Bernardina Sienského | Kostel svatého Bernardina Sienského v roce 1617                                                  | Brno-město (před Židovskou bránou) 49°11′24″ s. š., 16°36′38″ v. d.                           | římskokatolická církev (řád menších bratří)                           | V polovině 15. století byl vlivem kazatele Jana Kapistrána založen před městskými hradbami františkánský klášter. Před 20. květnem 1454 byl vysvěcen presbytář s trojbokým závěrem, dvěma poli klenby a se sanktusníkem na střeše. Loď s pěti poli klenby a pěti sedlovými střechami, které byly kolmé na osu kostela, byla stavěna později, není jisté, zda byla dokončena v roce 1482. Vzhled kostela i kláštera je znám pouze z dobových vedut, neboť areál byl v letech 1643 a 1645 zcela zbořen obránci města před dvěma švédskými obléháními. |
| kostel svatého Floriána             | Kostel svatého Floriána před rokem 1904                                                          | Černovice (Faměrovo nám.) 49°10′33″ s. š., 16°38′23″ v. d.                                    | římskokatolická církev                                                | Kapli svatého Floriána na černovické návsi, která byla postavena v roce 1718, nahradila roku 1898 stavba novogotického kostela stejného zasvěcení. Chrám byl těžce poškozen při náletu na konci druhé světové války a ač se začalo s opravami, po roce 1948 chátral a nakonec byl roku 1960 stržen. |
| kostel svatého Františka z Assisi   |                                                                                                  | Brno-město (?)                                                                                | římskokatolická církev (řád menších bratří kapucínů)                  | Za podpory kardinála Františka z Ditrichštejna byl v roce 1604 založen první kapucínský klášter na Moravě, nacházející se podle některých pramenů před Měnínskou bránou, podle jiných před Židovskou bránou. Jako první byl vystavěn kostel svatého Františka z Assisi, který vysvětil kardinál Ditrichštejn 17. července 1606. Při obléhání Brna Švédy v roce 1643 nebyl konvent s kostelem příliš poškozen, proto v něm byli ubytováni švédští důstojníci. Zbořen byl až o dva roky později, kdy obránci města strhli všechny budovy do vzdálenosti 600 kroků od hradeb. |
| kostel svatého Jana Křtitele        | Kostel svatého Jana Křtitele v roce 1675                                                         | Staré Brno (Pekařská ul.) 49°11′31″ s. š., 16°35′51″ v. d.                                    | římskokatolická církev (maltézský řád)                                | Kostel svatého Jana Křtitele je poprvé připomínám v roce 1281 jako kostel svatého Václava a Antonína. Byl postaven zřejmě již v letech 1238 až 1240, kdy vznikl na dolním konci dnešní Pekařské ulice špitál a o několik let později i komenda johanitů. Chrám, jehož zasvěcení bylo v průběhu 14. století změněno na svatého Jana Křtitele, se nacházel na severní straně Pekařské ulice přibližně v místech domů č. o. 78–80, zatímco komenda stála přes ulici na jižní straně. Celý areál byl těžce poškozen při švédském obléhání v roce 1645. Zatímco z komendy se stal pouze johanitský statek, kostel byl roku 1672 obnoven, později však byl opuštěn. Opravy a zaklenutí se dočkal až v roce 1760, v roce 1784 ale byl definitivně zrušen. Po roce 1802 byl využíván jako stáj, později byl zbořen.                                                            |
| kostel svatého Josefa               |                                                                                                  | Brno-město (před Židovskou bránou) 49°11′25″ s. š., 16°36′43″ v. d.                           | římskokatolická církev (řeholní terciářky svatého Františka z Assisi) | Komunita františkánek vznikla v Brně již v 80. letech 15. století, časem získala i řádový dům na předměstí před městskými hradbami. Ten byl počátkem 17. století díky kardinálu Františkovi z Ditrichštejna změněn na klášter a po roce 1616 zde vznikl menší kostelík svatého Josefa, jehož projekt mohl vypracovat Giovanni Maria Filippi. Konvent byl i s chrámem zbořen v letech 1643 a 1645 před dvěma švédskými obléháními Brna. |
| kostel svatého Martina              |                                                                                                  | Brno-město (před hradbami mezi Židovskou a Měnínskou bránou) 49°11′33″ s. š., 16°36′49″ v. d. | římskokatolická církev                                                | Románský kostel se nacházel vně hradeb mezi Židovskou a Měnínskou bránou. Je pravděpodobné, že jeho počátky sahají do předlokačního osídlení Brna. Kostel byl zbořen v 1. polovině 17. století v souvislosti s přestavbou městských hradeb. Patrně byl jeho součástí i hřbitov, na jehož pozůstatky narazili archeologové v roce 1957 v místech před dnešním hotelem Grand. |
| kostel svatého Mikuláše             | Kostel svatého Mikuláše v roce 1869                                                              | Brno-město (nám. Svobody) 49°11′42″ s. š., 16°36′30″ v. d.                                    | římskokatolická církev                                                | Původně románský kostel z dvacátých let 13. století se nacházel přímo na dnešním náměstí Svobody. Původně byl postaven pro románsky hovořící obyvatele Brna, již od počátku byl filiální k nedalekému kostelu svatého Jakuba. Koncem 16. století byla k chrámu přistavěna věž, při obléhání Brna Švédy v polovině 17. století kostel sloužil kapucínům jako hospic. Ve druhé polovině 18. století byl kostel zbarokizován na návrh Františka Antonína Grimma. Od konce 18. století však sloužil jako skladiště, než byl roku 1870 definitivně zbořen. |
| kostel svatého Oldřicha a Prokopa   | Kostel svatého Oldřicha a Prokopa v roce 1675                                                    | Staré Brno (Křížová ul.) 49°11′20″ s. š., 16°35′41″ v. d.                                     | římskokatolická církev                                                | Původně snad raně románský kostel z 13. století stával na Starém Brně na křižovatce dnešních ulic Křížové a Václavské. Stavba je někdy v pramenech označována jako kaple, což zřejmě souvisí se ztrátou její farní funkce po roce 1288. Kostel byl Eliškou Rejčkou darován nedalekému klášteru cisterciaček, v letech 1760–1770 prošel rekonstrukcí. Po zrušení cisterciáckého kláštera a jeho převzetí augustiniány kostel zanikl v roce 1785 při rozšiřování sousedního hospodářského dvora. |
| kostel svatého Václava              |                                                                                                  | Štýřice (Vídeňská ul.) 49°10′58″ s. š., 16°35′43″ v. d.                                       | římskokatolická církev                                                | Kostel svatého Václava stál v severovýchodním rohu křižovatky dnešních ulic Vídeňské a Vojtovy. Poprvé je doložen v roce 1314, někdy se ale předpokládá starší původ. Toho roku se stal farním kostelem pro Staré Brno, v roce 1397 byla zdejší fara připojena ke starobrněnskému klášteru cisterciaček. Chrám měl pětiboký presbytář, obdélnou loď a pravděpodobně později přistavěnou věž, kolem se rozprostíral hřbitov. Jako farní kostel sloužil do roku 1783, kdy byl zrušen. O sedm let později se z něj stalo vojenské skladiště a roku 1794 byl definitivně zbořen. Hřbitov byl zrušen až roku 1883. |
| kostel svatého Víta                 | Kostel svatého Víta ve druhé polovině 17. století                                                | Královo Pole (Mojmírovo nám.) 49°13′33″ s. š., 16°35′45″ v. d.                                | římskokatolická církev                                                | Královopolský kostel svatého Víta vznikl přestavbou starší kaple. Tento malý jednolodní gotický chrám starobrněnských johanitů byl vysvěcen roku 1279. V pozdějších letech jej mohla navštěvovat i veřejnost, neboť do klášterního kostela Nejsvětější Trojice mohli pouze kartuziáni. V roce 1598 byl kostel svatého Víta opraven a zaklenut. Zrušen byl roku 1783, neboť tehdy začal původně klášterní kostel po zrušení konventu sloužit veřejnosti. Zbořen byl o dva roky později. |
| kostel Všech svatých                | Kostel Všech svatých v roce 1617                                                                 | Staré Brno (Kopečná ul.) 49°11′29″ s. š., 16°36′4″ v. d.                                      | římskokatolická církev                                                | Nevelký raně gotický kostel stával na skalnatém vršku zvaném „Provaznický vršek“ mezi dnešními ulicemi Pekařská a Anenská. Jeho vyobrazení se dochovalo jen na několika málo brněnských vedutách, na kterých je patrno, že kostel měl pětiboký presbytář a loď obdélníkového půdorys. Kostel zanikl v důsledku obléhání Brna Švédy. Roku 2003 byly v důsledku stavební činnosti odkryty základy presbytáře kostela, které je dnes možno spatřit v restauraci Borgo Agnese, jež se dnes nachází v místech, kde kostel stával. |